# Basilio il Benedetto
Basilio il Benedetto, noto anche come Vasilij Blažennyj, o "Basilio stolto in Cristo", in russo: Василий Блаженный (Mosca, dicembre 1468 – Mosca, 2 agosto 1552 o 1557) fu uno Stolto in Cristo ed è venerato come santo dalla Chiesa ortodossa russa.

## Biografia
Nato in un villaggio di contadini vicino a Mosca, fu affidato fin dall'infanzia come apprendista a un calzolaio, adottò già in gioventù un modello di vita eccentrico che lo spingeva a rubare nei negozi donando poi la refurtiva ai poveri di Mosca. Iniziò quindi a girare per le strade nudo e legato a delle catene, passando la notte in preghiera sotto i portici delle chiese, pur accettando alle volte l'ospitalità della vedova boiarda Stefanida Jurlova.

Sentiva come propria la missione di aiutare i poveri e ricondurli alla fede: per questo preferiva la compagnia dei mendicanti e degli esclusi, arrivando a visitare periodicamente i reclusi di una prigione per ubriachi presente a Mosca per parlare con loro e cercare di convincerli a cambiar vita.

A chi lo interpellava si fingeva muto o, nel migliore dei casi, balbettante ma, come ci raccontano le descrizioni della sua vita contenute nei sinassari, non esitava a rimproverare ad alta voce i boiari ingiusti quando lo riteneva opportuno. Le numerose tradizioni sul suo conto, quali, ad esempio, quelle contenute nel Sinassario dei santi ortodossi, ci raccontano molti episodi riguardo alla sua vita: durante il giorno passava la maggior parte del suo tempo a tirare sassi sui muri delle case dove vivevano persone pie, perché abbracciati ad esse vedeva diavoli che cercavano di entrare, e ad abbracciare invece le case dove vivevano i boiardi e le persone malvagie, perché sosteneva che presso i loro muri rimanessero gli angeli che i peccatori avevano cacciato dalle proprie vite.
Si spense il 2 agosto 1552, attorniato dalla famiglia reale che gli aveva in vita manifestato una devozione così profonda che, come narrano le biografie di Ivan il Terribile, il giorno del suo funerale lo zar volle trasportare per una parte del tragitto la bara del santo, nonostante quest'ultimo lo avesse sempre rimproverato apertamente in vita per la sua politica sanguinaria.

È sepolto nella cattedrale di San Basilio a Mosca, commissionata da Ivan il Terribile
. Ulteriore testimonianza della venerazione della famiglia reale che in passato, il 2 agosto, aveva come usanza quella di partecipare alla messa in sua commemorazione.

## Culto
Tra i numerosi miracoli che vengono attribuiti al santo dai sinassari e dalle numerose Vitae a lui dedicate vi sono i seguenti:
- Si narra che a sedici anni, mentre ancora svolgeva il compito di apprendista da un calzolaio, alla richiesta di un ricco cliente che aveva ordinato un gran quantitativo di scarpe, fosse d'un tratto scoppiato a ridere. Alla dura reprimenda del proprio datore di lavoro, che gli chiedeva la causa del suo comportamento inqualificabile, rispose che gli era sembrato buffo che un uomo che sarebbe morto il giorno dopo avesse ordinato una quantità di scarpe sufficiente per svariati anni: quando la profezia si avverò Basilio abbandonò il proprio lavoro e iniziò la sua vita di "Stolto in Cristo". La vicenda ispirò peraltro il racconto Cosa fa vivere gli uomini di Lev Tolstoj;
- Durante la sua vita pose in essere comportamenti che potevano essere scambiati per quelli di un pazzo ma che in realtà, secondo le tradizioni pervenuteci, avevano tutti una ragione di fondo, suggerita dal suo istinto profetico: una volta rovesciò le bancarelle del mercato di tutti gli alimenti, accettando poi con gioia le violenze dei venditori. Si scoprì in seguito che sia il cibo che il Kvas venduto da quelle bancarelle erano adulterati. Un'altra volta si scagliò contro l'immagine della Madonna portata in processione presso la porta di Santa Barbara scrostandola e scoprendo sotto di essa la raffigurazione di un demonio;
- Lo zar Ivan il Terribile, venuto a conoscenza della presenza di Basilio per le strade di Mosca, volle tentarlo donandogli una discreta quantità d'oro per poi farlo seguire e verificare che lo donasse effettivamente ai poveri: le guardie che lo avevano pedinato riferirono invece allo zar che le aveva regalate a un boiaro vestito con abiti sontuosi. Chiese allora di persona a Basilio il perché di tale comportamento e questi gli rispose che il boiaro in questione aveva perso tutte le sue ricchezze nel naufragio di una nave, che quei vestiti erano le uniche cose che gli rimanevano e che si vergognava a chiedere in prestito ad altri;
- Invitato a corte, lo zar lo sorprese a gettare vino dalla finestra: chieste spiegazioni, Basilio rispose che stava spegnendo un incendio a Novgorod. Tempo dopo lo zar venne a sapere che un focolaio di incendio si era effettivamente manifestato quel giorno ma che non si era potuto propagare perché un uomo nudo, che gli emissari del sovrano riconobbero in Basilio, era passato in mezzo alle case a gettarvi acqua e ad estinguerlo;
- Durante una funzione religiosa rimproverò Ivan il terribile di non prestare la dovuta attenzione essendo troppo impegnato a pensare al nuovo palazzo che aveva intenzione di erigere sul monte dei Passeri: si narra che da quell'episodio il sovrano iniziò a temere il santo, che era stato capace di leggergli nella mente, e a manifestare verso di lui un rispetto ancora più grande;
- Nel 1547 Basilio fu visto disperarsi nei pressi della Chiesa del Monastero dell'Esaltazione della Santa Croce, punto da cui, alcuni giorni dopo, ebbe inizio un incendio che devastò Mosca.